# James Gathers
James F. „Jim” Gathers (ur. 17 czerwca 1930 w Sumter w Karolinie Południowej, zm. 1 czerwca 2002 w Alcoa w Tennessee) – amerykański lekkoatleta sprinter, medalista olimpijski z Helsinek.
Na igrzyskach olimpijskich w 1952 w Helsinkach zdobył brązowy medal w biegu na 200 m za swymi rodakami Andym Stanfieldem i Thane Bakerem.
Podczas amerykańskich kwalifikacji olimpijskich w 1952 zajął 3. miejsce ex aequo w finałowym biegu na 100 metrów, jednak trenerzy kadry zdecydowali, że to Dean Smith będzie reprezentował USA na tym dystansie na igrzyskach.
Gathers w 1954 zdobył złoty medal mistrzostw Kanady w biegu na 100 jardów.

## Rekordy życiowe
- Bieg na 200 metrów – 20,8 (1952)